# Ben Franklin (PX-15)
Die Ben Franklin (Bezeichnung: PX-15) ist ein Forschungs-Mesoskaph, das 1967 von Jacques Piccard und der Grumman Aerospace Corporation gebaut wurde. Piccard wollte mit diesem Fahrzeug den Golfstrom erforschen und eine Drift durch diesen durchführen.
Piccard, der 1960 mit dem Bathyscaphen Trieste einen bis 2019 bestehenden Tiefenrekord von 10.912 m aufgestellt hatte, plante ab 1965 ein für längere Forschungsfahrten in mittleren Tiefen geeignetes Fahrzeug und traf sich daher mit Marc Bailley-Cowell von der Grumman Aerospace Corporation, um die Pläne auszuarbeiten. Der Bau begann 1967 wie bei Piccards vorhergehendem Boot, der Auguste Piccard im schweizerischen Monthey; zeitgleich führte Grumman Langzeittests durch, bei denen sich zwei Personen 100 Stunden lang in einer Druckkammer aufhielten. Im April 1968 wurde das Fahrzeug zur endgültigen Fertigstellung nach Palm Beach (Florida) verschifft, wo das Boot am 26. Juli 1968 vom Stapel lief. Am 21. August des Jahres wurde es auf den Namen von Benjamin Franklin getauft, dem Namensgeber des Golfstromes. Anschließend folgte eine längere Testphase, die im Frühsommer 1969 beendet war.
Am 14. Juli 1969 begann die wissenschaftliche Mission der Ben Franklin vor West Palm Beach, Florida. Ziel des Einsatzes waren die Erforschung der Tiefenströmung des Golfstromes vor der Ostküste der USA und des mehrwöchigen Zusammenlebens und Arbeitens der Mannschaft auf engem Raum. Im Hinblick auf letzteren Punkt kooperierte Piccard auch mit der NASA, die sich von dem Einsatz wichtige Erkenntnisse für den Bau von Raumstationen erhoffte und medizinische Untersuchungen durchführte. Gleichzeitig wurden die ozeanographisch relevanten Daten der Umgebung gemessen und für eine spätere Auswertung gespeichert. Zwei Schiffe, das Mutterschiff Privateer und das Forschungsschiff Kellar, begleiteten die PX-15 auf ihrer Fahrt.
Teilnehmer der Tauchfahrt waren:
- Jacques Piccard als Projektleiter
- Donald J. Kazimir von der Grumman Corporation als Steuermann
- Erwin Aebersold, Piccards Mitarbeiter, als zweiter Steuermann
- Roswell F. Busby, vom US Naval Oceanographic Office, für ozeanographische Experimente und Betrachtungen zur weiteren Verwendung dieses U-Boottyps
- Kenneth Haigh, vom US Naval Oceanographic Office, für wissenschaftliche Experimente
- Chester B. May, von der NASA, zur Auswertung der Lebensverhältnisse an Bord.

Die Mission endete 30 Tage und elf Stunden später am 14. August 1969, als die Ben Franklin ca. 500 km südlich von Halifax (Nova Scotia) auftauchte. Zu diesem Zeitpunkt hatte das Boot mit dem Strom ca. 2.400 km zurückgelegt. Dabei variierte die Tauchtiefe zwischen 200 und 600 m. Die Besatzung kam nach eigenen Angaben gut mit den Gegebenheiten aus, alle Experimente und Aufgaben konnten termingerecht ausgeführt werden, Verbesserungsbedarf herrschte lediglich bei der Kommunikation mit der Außenwelt.
Nach diesem erfolgreichen Einsatz wurde die Franklin zunächst für weitere wissenschaftliche Tauchfahrten genutzt, wobei u. a. Robert D. Ballard an Bord war. Am 12. April 1970 wurde das Boot bei den Bahamas an einem Korallenriff schwer beschädigt. 1971 kaufte die Firma Horton Trading Ltd. das Boot und plante, es in British Columbia zu reparieren und zu erweitern. Dieser Plan wurde jedoch nicht ausgeführt, das Boot wurde stattdessen in einer Werft in Vancouver aufgelegt. 1999 spendete Horton Trading Ltd. das Boot dem Vancouver Maritime Museum, wo es restauriert wurde. Seit 2002 ist das Boot als Museumsschiff zu besichtigen .

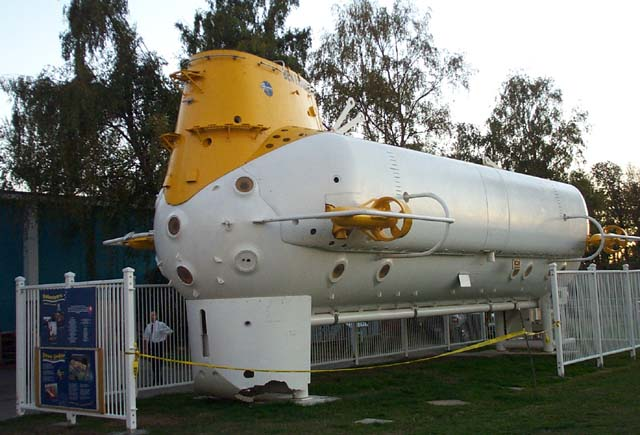
Die Ben Franklin im Vancouver Maritime Museum, 2009

Das Boot verdrängt 130 t und ist ca. 16 m lang. Als maximale Tauchtiefe werden 2.000 Fuß (ca. 650 m) angegeben, die Zerstörungstiefe beträgt 4.000 Fuß (ca. 1.300 m). Die maximal aus eigenem Antrieb mit um 130° schwenkbaren Elektromotorgondeln erreichbare Geschwindigkeit beträgt 4 kn. Die Besatzung umfasste 6 Mann, es wurden jeweils Versorgungsgüter für sechs Wochen mitgeführt.